# Mecanismul de la Antikythera

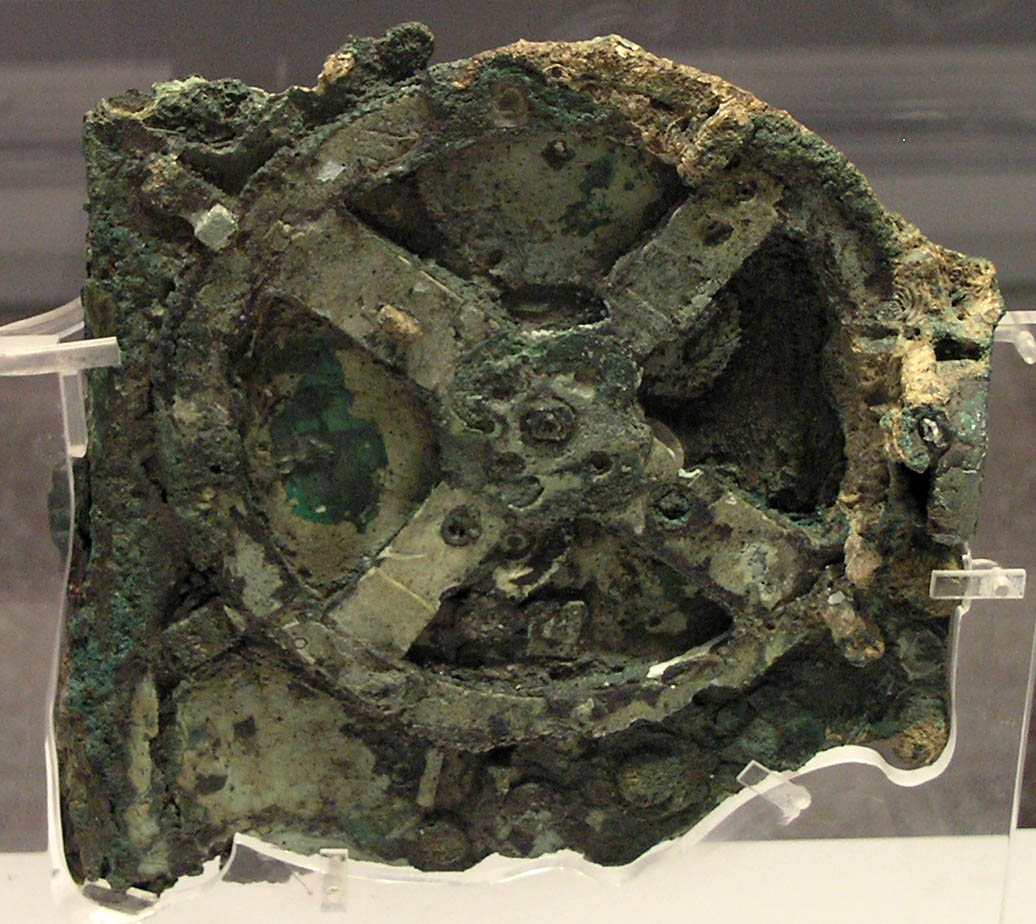
Mecanismul de la Antikythera.

Mecanismul de la Antikythera este considerat un calculator mecanic antic realizat pentru calculul pozițiilor astronomice. Acest mecanism a fost recuperat în anii 1900-1901 dintr-o epavă de lângă insula Antikythera. Importanța și complexitatea mecanismului au fost înțelese abia câteva decenii mai târziu. Perioada sa de construcție a fost estimată a fi între 150 și 100 î.Hr.
Cercetări mai noi sugerează că mecanismul a fost pus în funcțiune pentru prima dată în anul 205 î.e.n.. Gradul de sofisticare mecanică este comparabil cu a unui ceas elvețian din secolul al XIX-lea. Artefacte tehnologice cu manoperă și complexitate similară nu vor mai apărea până în secolul al XIV-lea, atunci când ceasurile mecanice astronomice au fost construite în Europa.  

Schema mecanismului

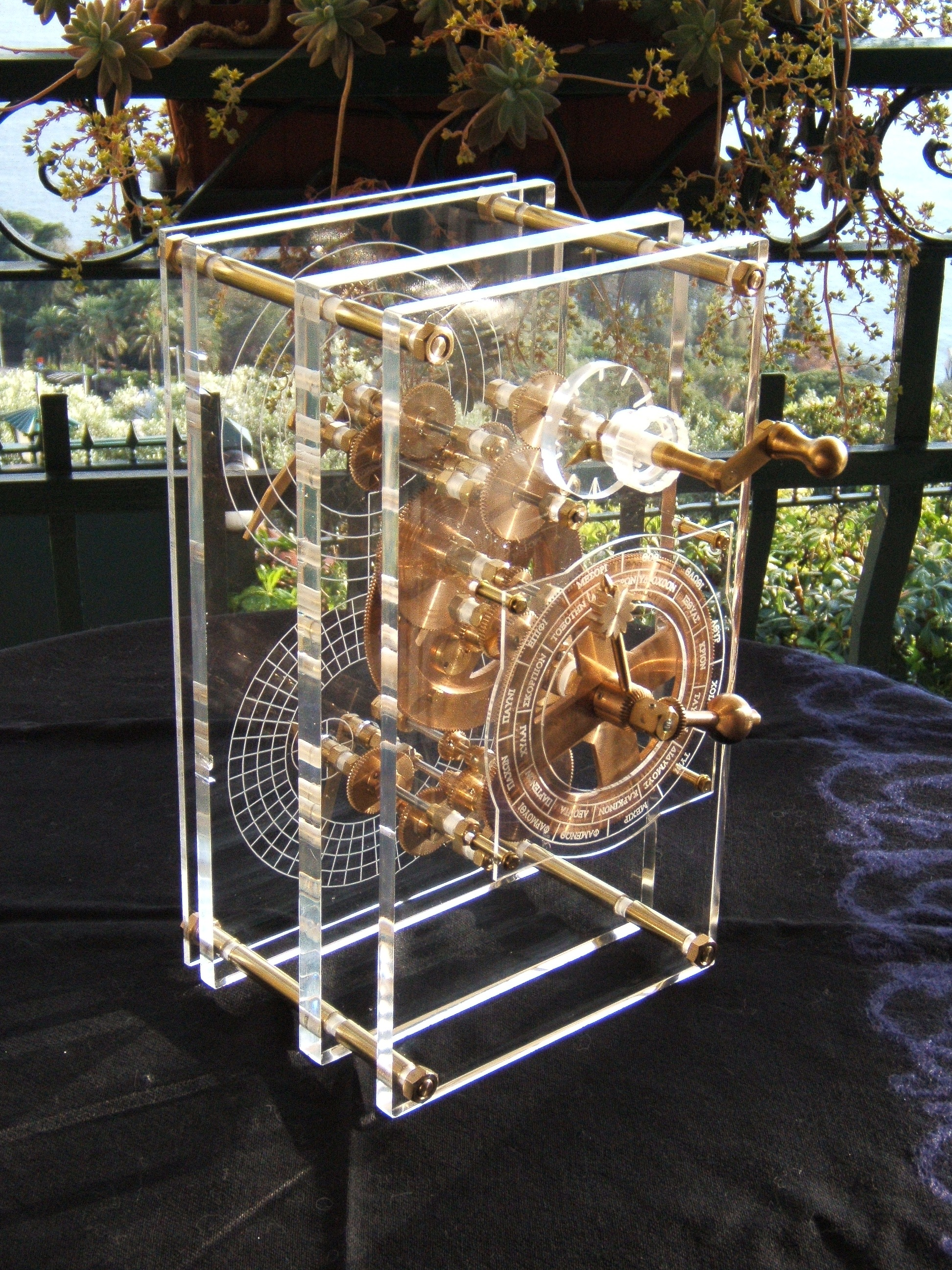
O reconstrucție a mecanismului din 2007

Jacques-Yves Cousteau a vizitat epava pentru ultima oară în 1978, dar nu a găsit nicio rămășită suplimentară a Mecanismului Antikythera. Profesorul Michael Edmunds de la Universitatea Cardiff, care a condus cel mai recent studiu al mecanismului, a declarat: Acest aparat este pur și simplu extraordinar, singurul lucru de acest gen. Designul este frumos, astronomia sa este riguroasă... Cine a făcut mecanica acestui lucru a făcut-o extrem de atent... în termeni de valoare istorică consider că acest mecanism este mai valoros decât Mona Lisa.
Dispozitivul este expus la Muzeul Național de Arheologie din Atena, însoțit de o reconstituire a sa realizată și donată muzeului de către Derek de Solla Price. Alte reconstituiri sunt expuse la American Computer Museum din Bozeman, Montana, Computer History Museum din Mountain View, California, Children's Museum of Manhattan din New York și în Kassel, Germania.

## Origini
Mecanismul este cunoscut ca cel mai vechi  calculator științific complex. Acesta conține mai multe roți dințate și uneori este numit primul calculator analogic cunoscut, deși producerea sa fără cusur sugerează că aceasta ar fi putut avea un număr nedescoperit de predecesori în timpul perioadei elenistice. Se consideră că a fost construit pe baza teoriilor astronomice și matematice dezvoltate de către astronomii greci. Se estimează că acest mecanism a fost făcut în jurul anilor 150-100 î.Hr..

## În episodul 1Ancient Aliens
Despre Mecanismul de la Antikythera, în minutul 64, David Childress afirmă că a fost găsit într-o epavă în anul 1900 de către niște culegătorii de bureți care făceau scufundări lângă insula Antikythera din Marea Egee. Mecanismul a fost găsit în epava unei nave, într-o cutie încastrată în corali. Mecanismul a fost fabricat din aliaje metalice în jurul anului 200 î.Hr. și a fost dus la un muzeu din Atena. Aici, peste 50 de ani, a fost scanat cu raze X și s-au descoperit în interior roți dințate, interconectate.  David Childress și Jason Martell afirmă că acest mecanism poate fi un computer foarte sofisticat. Jason Martell, pe baza reconstituirii acestui mecanism, spune că are două utilizări: este un instrument astronomic util în navigația maritimă, pe baza căruia se determină poziția pe hartă în funcție de stele, dar este și un dispozitiv astrologic, cu care, în funcție de data nașterii, se determină zodia și se pot face predicții pe baza alinierii planetelor.